# Klagmühme
La Klagmühme o Klagemuhme (ambas: mujer que llora) es un duende femenino del folklore alemán, también conocido como Klagmutter o Klagemutter (ambas: madre que llora). Ella anuncia una muerte inminente a través de lamentos y lloriqueos y, por lo tanto, es el equivalente alemán de la banshee.

## Otras variantes de nombre
Los términos Klagmuhme, Klage, Klag, Wehklage (todos: lamentos), Klageweib, Klagefrau (ambos: mujer que llora) y Klagmütterle (madre que llora) se refieren tanto al Klagmuhme como al búho con el que a menudo se identifica al Klagmuhme. El término Klagmutter también se refiere a la oruga tanto de la polilla halcón calavera como de las polillas Arctiinae.
Otros términos son Klagmütterchen (madre que llora), Winselmutter (madre que llora), Haulemutter (madre que llora), Klinselweib (mujer que llora) y Klagweh (que llora).
El Klagmuhme aparece por primera vez en el alto alemán medio del siglo XV como klagmuoter (madre que llora), que denota un búho.

## Apariencia
El Klagmuhme aparece a menudo como un animal. Así, en forma de perro negro de pelo largo, deambula aullando por la casa en cuestión, o se sienta gimiendo en un rincón como un ganso blanco o en el alero de la alcantarilla como una paloma. También aparece como un gran gato gris que lleva un pañuelo en la cabeza o durante el toque de queda suena como una oveja blanca o de tres patas de la casa en cuestión. Además, es un pájaro muy espeluznante, un sapo ardiente o un ternero con ojos rojos. Como oveja, crecerá hasta alcanzar proporciones gigantescas si los humanos le hacen bromas.
La apariencia humana del Klagmuhme es la de una anciana con un vestido negro y un pañuelo blanco. Por lo demás, se la describe como una mujer pequeña con el rostro cubierto de telarañas y que porta un sombrerito de tres picos.  También aparece vestida de lino, tan alta como el campanario de una iglesia, y con ojos brillantes o gigantescos, de ojos hundidos, pálida como la muerte y vestida con una túnica funeraria flotante.
Sin embargo, su apariencia tampoco puede ser ni humana ni animal. Luego aparece como una figura negra distorsionada o un ovillo rodante enredado, particularmente un ovillo azul deforme que arroja chispas.

## Actividades
El lamento del Klagmuhme es un presagio de muerte y desastre, y puede ser francamente mortal para quienes lo escuchan. Si el Klagmuhme llora delante de una casa en la que hay una persona enferma, la ropa del enfermo se arroja fuera de la puerta. Si el Klagmuhme se lleva la ropa, los enfermos sin duda morirán; si lo deja atrás, los enfermos se recuperarán. El desastre profetizado se puede evitar comunicando inmediatamente al Klagmuhme una alternativa. En las casas sobre las que extiende su largo brazo huesudo en las noches de tormenta, habrá un cadáver antes de que la luna termine su ciclo.
Suele ser invisible cuando se acerca a las casas sin siquiera entrar y flota sobre ellas. Sus lloriqueos (que suenan como "¡uuuu!") pueden provocar que las personas asustadas enfermen con una enfermedad nerviosa. De lo contrario, no hace daño a nadie. Pero puede suceder que al ver el Klagmuhme se sienta un escalofrío. Suele estar activa a medianoche.

## Origen e identidad
Respecto a su origen, el Klage en Austria es el alma de un difunto.  En Sajonia, es el alma de una madre desafortunada que busca a su hijo ahogado. En Allgäu, a medianoche hay una procesión de Klagefrauen (mujeres que lloran) o de hombres fantasmales que llevan un ataúd. En Carintia y Suiza, el Klagmuhme forma parte de la caza salvaje (en alemán Wildes Heer significa "huésped salvaje"). En las montañas Fichtel, Klagmütterlein es un duende del bosque femenino, una Waldweibchen (mujer del bosque). En Harz, los mitólogos identificaron erróneamente a Haulemutter con Frau Holle, de sonido similar.

## Literatura
- Ludwig Bechstein: Deutsches Sagenbuch. Meiningen 1852. (reimpresión: FW Hendel Verlag, Meersburg / Leipzig 1930.)
- Mengis: Gespenst . En: Hanns Bächtold-Stäubli, Eduard Hoffmann-Krayer: Handwörterbuch des Deutschen Aberglaubens: Band 3 Freen-Hexenschuss . Berlín 1931. (reimpresión: Walter de Gruyter, Berlín/Nueva York 2000,ISBN 978-3-11-016860-0 )
- Herold: Schaf. En: Hanns Bächtold-Stäubli, Eduard Hoffmann-Krayer: Handwörterbuch des Deutschen Aberglaubens: Band 7 Pflügen-Signatur . Berlín 1936. (reimpresión: Walter de Gruyter, Berlín/Nueva York 2000,ISBN 978-3-11-016860-0 )
- Hoffmann-Krayer: Klagevogel. En: Hanns Bächtold-Stäubli, Eduard Hoffmann-Krayer: Handwörterbuch des Deutschen Aberglaubens: Band 4 Hieb- und stichfest-Knistern . Berlín 1932. (reimpresión: Walter de Gruyter, Berlín/Nueva York 2000,ISBN 978-3-11-016860-0 )
- Jungbauer: Mitternacht . En: Hanns Bächtold-Stäubli, Eduard Hoffmann-Krayer: Handwörterbuch des Deutschen Aberglaubens: Band 6 Mauer-Pflugbrot . Berlín 1935. (reimpresión: Walter de Gruyter, Berlín/Nueva York 2000,ISBN 978-3-11-016860-0 )
- Peuckert: Kauz . En: Hanns Bächtold-Stäubli, Eduard Hoffmann-Krayer: Handwörterbuch des Deutschen Aberglaubens: Band 4 Hieb- und stichfest-Knistern . Berlín 1932. (reimpresión: Walter de Gruyter, Berlín/Nueva York 2000,ISBN 978-3-11-016860-0 )
- Clasificación: Klage, Klagemutter, Wehklage . En: Hanns Bächtold-Stäubli, Eduard Hoffmann-Krayer: Handwörterbuch des Deutschen Aberglaubens: Band 4 Hieb- und stichfest-Knistern . Berlín 1932. (reimpresión: Walter de Gruyter, Berlín/Nueva York 2000,ISBN 978-3-11-016860-0 )